# Tây Ninh
Tây Ninh es una ciudad del sureste de Vietnam. Es la capital de la provincia de Tây Ninh, que abarca la ciudad y gran parte de las tierras de cultivo circundantes. Tây Ninh es una de las nueve provincias y ciudades de la Región Económica Clave del Sur (área metropolitana de Ciudad Ho Chi Minh). Tây Ninh se encuentra aproximadamente a 90 km al noroeste de Ciudad Ho Chi Minh, la ciudad más grande de Vietnam, y a 182 km de Nom Pen, la capital de Camboya; todo ello por la Ruta Nacional 22. En 2019, la ciudad tenía una población de 135 254 habitantes, frente a los 1 169 165 habitantes de la provincia, en una superficie total de 140 km².

## Historia
En 1874, con el tratado de Giáp Tuất, las seis provincias de Cochinchina, incluida Tây Ninh, se convirtieron oficialmente en una colonia francesa. En 1876, las autoridades coloniales francesas dividieron Cochinchina en cuatro regiones administrativas, y Tây Ninh en ese momento pertenecía a Saigón.
Entrando ya al siglo XX, en 1942, el jefe provincial de Tây Ninh presentó una propuesta para establecer un municipio en la comuna de Thái Hiệp Thạnh. Esta propuesta fue aprobada por el gobierno colonial francés, lo que marcó el primer paso en el desarrollo urbano de Tây Ninh.
Tras la revolución de agosto de 1945, Tây Ninh conservó sus límites administrativos. Para 1950, se estableció el municipio de Tây Ninh, pero debido a condiciones desfavorables, se disolvió posteriormente. Tras los Acuerdos de Ginebra de 1954, el municipio de Tây Ninh se restableció en la zona antigua, incluyendo parte de la comuna de Thái Hiệp Thạnh y sus alrededores. Después de 1975, el municipio de Tây Ninh constaba de tres distritos en el centro de la ciudad.
En 2001, el municipio de Tây Ninh se amplió, incorporando más comunas y estableciendo nuevos distritos. En 2012, el municipio de Tây Ninh fue reconocido como área urbana de grado III. El 29 de diciembre de 2013, se estableció oficialmente la ciudad de Tây Ninh. El 14 de marzo de 2025, la ciudad de Tây Ninh fue reconocida como área urbana de grado II, directamente bajo la jurisdicción de la provincia de Tây Ninh.

## División administrativa
La ciudad de Tây Ninh, Vietnam, comprende 7 distritos (phường) y 3 comunas (xã):
- Distrito 1
- Distrito 2
- Distrito 3
- Distrito 4
- Distrito de Hiệp Ninh
- Distrito de Ninh Sơn
- Distrito de Ninh Thạnh
- Comuna de Bình Minh
- Comuna de Tân Bình
- Comuna de Thạnh Tân

El distrito se divide a su vez en barrios (khu phố). La comuna se divide a su vez en aldeas (ấp).

## Atracciones turísticas
La ciudad es conocida por ser la cuna de la religión Cao Dai, una fe vietnamita sincrética que integra las enseñanzas y prácticas de las principales religiones del mundo. La Torre Sagrada de la religión Cao Dai , construida entre 1933 y 1955, se encuentra a unos cinco kilómetros al este del centro de Tây Ninh.
Además de la Santa Sede Cao Dai, otras atracciones turísticas incluyen:
- Montaña de la Virgen Negra, la montaña más alta del sur de Vietnam.
- Lago Dau Tieng, uno de los lagos artificiales más grandes de Vietnam y el sudeste asiático.
- Parque nacional Lò Gò-Xa Mát.
- Pagoda Thien Lam o Go Ken.
- Bosque de Chang Riec.
- Puerta fronteriza internacional de Mộc Bài.
- Mercado central de Long Hoa.

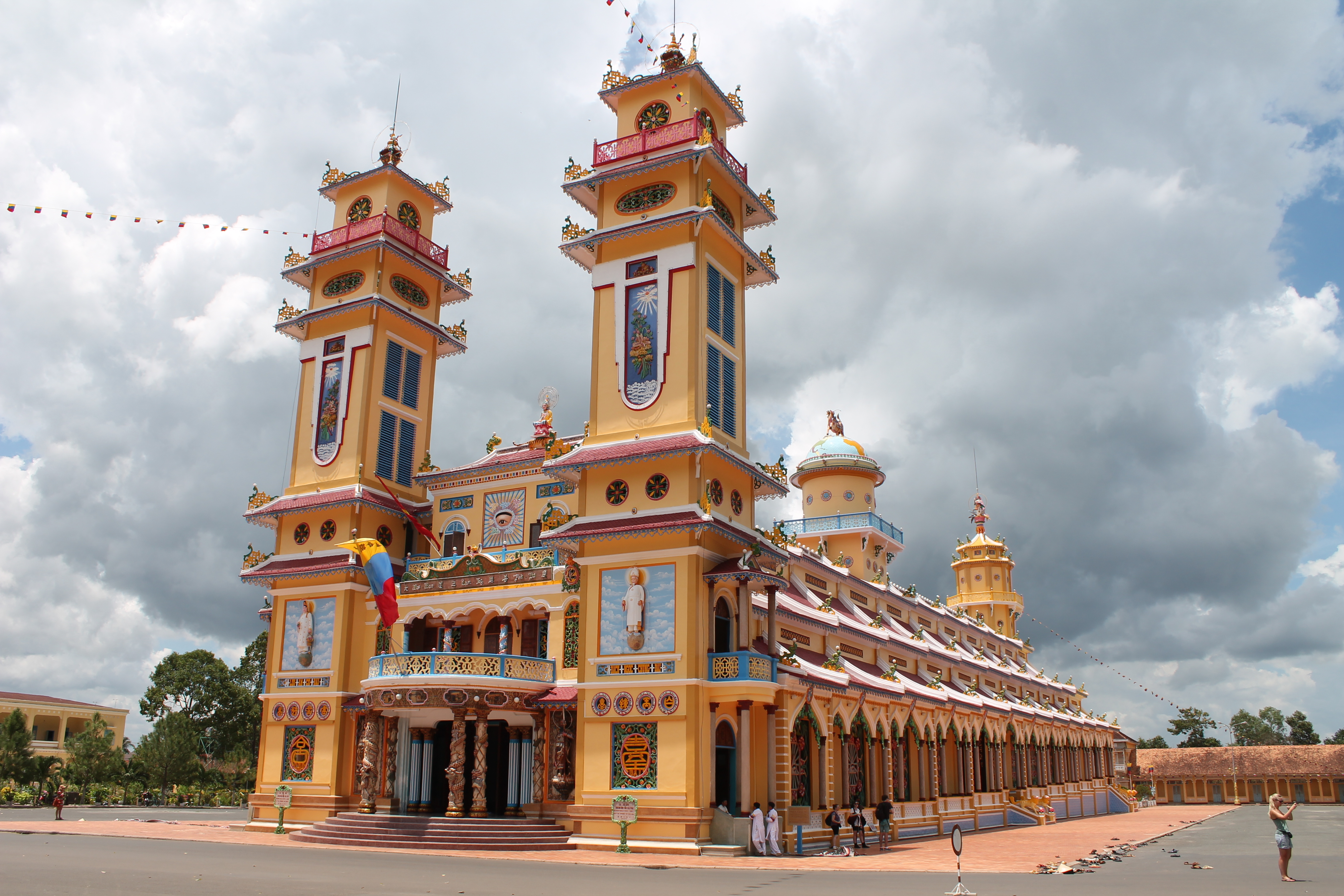
Este es el Templo de la Santa Sede (Thanh That Cao Dai), terminado en 1947, presenta una arquitectura única y un interior colorido.
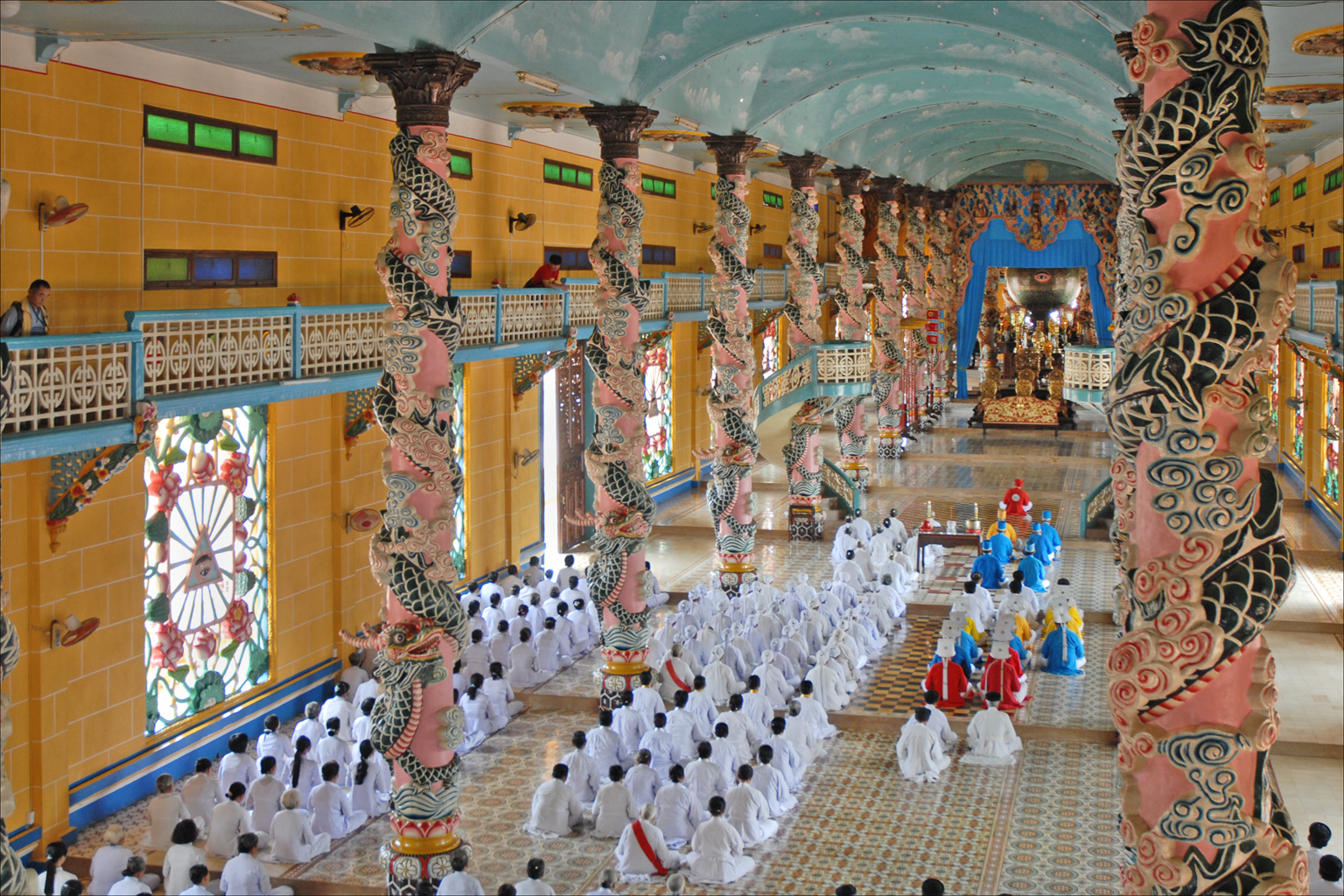
Seguidores de Cao Dai realizando su culto en el Templo de la Santa Sede.

## Agricultura e industria manufacturera
Con su vasta superficie agrícola que abarca más del 85% de la superficie natural (equivalente a 370.000 ha), un clima cálido y húmedo favorable durante todo el año, un terreno relativamente llano y la presencia del río Vam Co Dong y el sistema de riego del lecho del embalse de Dau Tieng, Tây Ninh goza de excelentes condiciones naturales y climáticas. Estos factores garantizan un suministro constante de agua para cientos de miles de hectáreas de tierras agrícolas, lo que la convierte en un lugar ideal para el cultivo de una amplia gama de productos agrícolas tropicales. El caucho, la caña de azúcar y la yuca son los cultivos más comunes en Tay Ninh actualmente.
El Parque Industrial Phuoc Dong, una de las zonas industriales más grandes de Vietnam y el sudeste asiático, se encuentra a 38 kilómetros de la ciudad. El parque abarca una superficie de 2190 ha y forma parte de un complejo mayor de 3285 ha, que incluye los distritos de Go Dau y Trang Bang. Su ubicación estratégica facilita el acceso a la autopista Ciudad Ho Chi Minh-Mộc Bài, al puerto de transbordo de Thanh Phuoc y al paso fronterizo internacional de Mộc Bài.

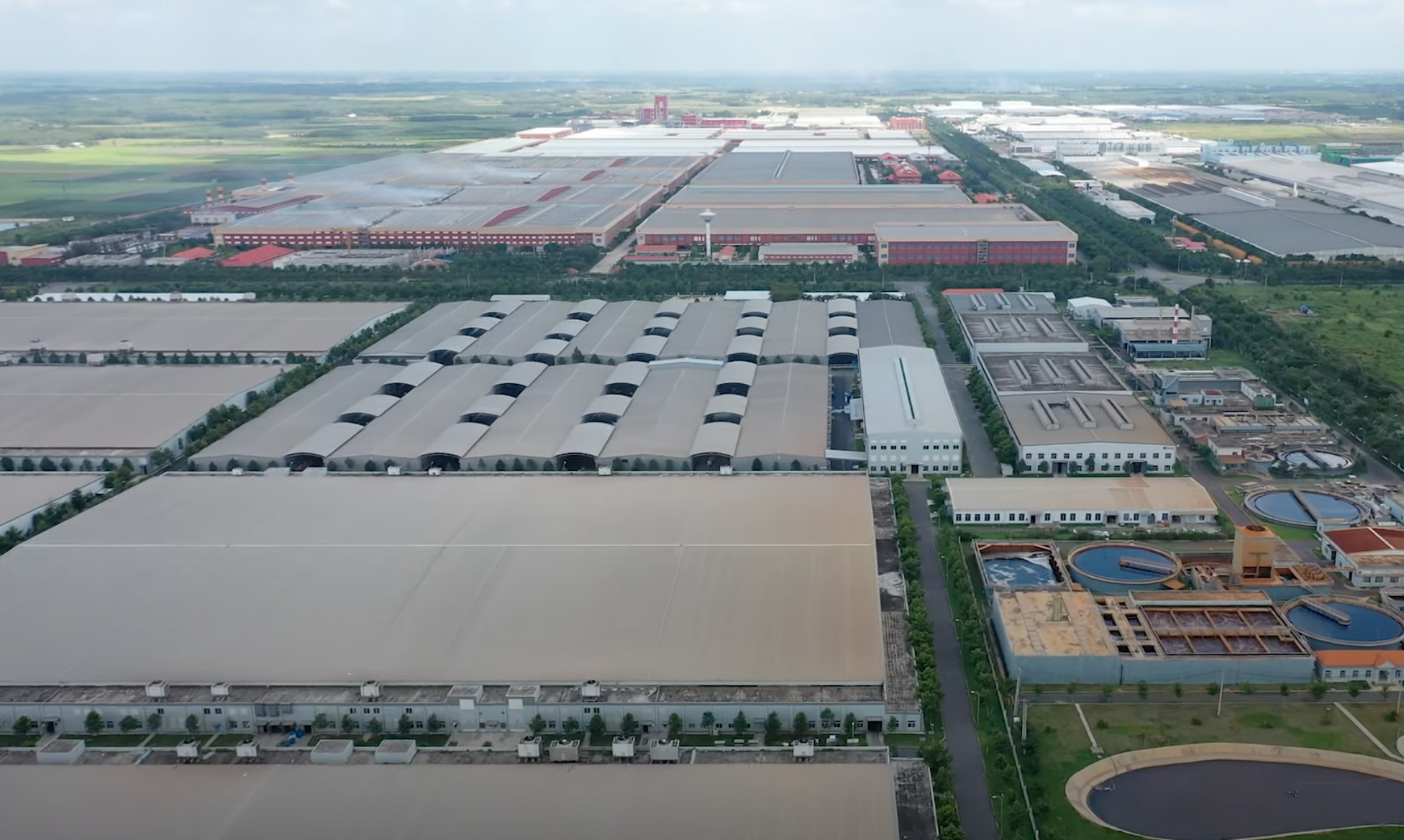
Una vista del parque industrial Phuoc Dong en Tay Ninh

## Educación
- Escuela secundaria Hoang Le Kha para superdotados
- Escuela secundaria Tay Ninh
- Escuela secundaria Ly Thuong Kiet
- Escuela secundaria Tran Dai Nghia
- IGC Tay Ninh (escuela de escaleras mecánicas)
- Facultad de Educación Tay Ninh
- Escuela secundaria Loc Hưng